# Université du Liberia
L'université du Liberia (UL) est un établissement d'enseignement supérieur public situé à Monrovia, la capitale du Liberia.

## Historique
Initialement appelée Liberia College, l'université du Liberia a été inaugurée en 1862 mais a réellement ouvert ses portes en février 1863.
En 1951, J. Max Bond, aidé de quelques enseignants dont Fatima Massaquoi et du gouvernement, transforme véritablement l'établissement en université. Elle prend alors son nom actuel.

## Personnalités liées à l'université

### Professeurs
- Anna E. Cooper, universitaire libérienne

### Étudiants
- Emma Shannon Walser (1929-2021), magistrate, première femme juge de l'histoire du Liberia ;
- Florence Chenoweth (1945-2023), ministre de l'Agriculture du Liberia ;
- Joseph Boakai, vice-président du Liberia ;
- Olubanke King-Akerele, ministre des Affaires étrangères du Liberia ;
- Frances Johnson-Morris, ancienne présidente de la Cour Suprême, présidente de la Commission électorale nationale libérienne (NEC) en 2005, plusieurs fois ministre, présidente de la Commission libérienne de lutte contre la corruption, puis avocate.
- Gloria Musu-Scott, ancienne juge de la Cour suprême du Liberia.